# Aniseia harmandii
Aniseia harmandii är en vindeväxtart som först beskrevs av François Gagnepain, och fick sitt nu gällande namn av P.H. Hô. Aniseia harmandii ingår i släktet Aniseia och familjen vindeväxter. Inga underarter finns listade i Catalogue of Life.